# كفر عبوش
كفر عبوش قرية فلسطينية من قرى محافظة طولكرم في شمال غرب الضفة الغربية، ومن القرى التي وقعت تحت الاحتلال الإسرائيلي في حرب 1967. وفقًا للجهاز المركزي للإحصاء الفلسطيني، بلغ عدد سكان كفر عبوش حوالي 1,488 نسمة في منتصف عام 2006. 24.8% من سكان كفر عبوش كانوا من اللاجئين في عام 1997.

## التاريخ

### فترة الدولة العثمانية
ضُمت القرية وفلسطين بأكملها إلى الدولة العثمانية عام 1517. في عام 1596، ذكرت باسم "عبّوس" في سجلات الضرائب باعتبارها جزءًا من ناحية بني صعب في سنجق نابلس. ضمت 19 أسرة مسلمة، وكان القرويون يدفعون ضريبة ثابتة بنسبة 33.3٪ على منتجات زراعية متنوعة، مثل القمح والشعير والمحاصيل الصيفية وأشجار الزيتون والماعز، بالإضافة إلى "إيرادات عرضية" ورسوم على صحافة زيت الزيتون أو دبس العنب؛ بإجمالي قدره 4,974 آقجة.

### الانتداب البريطاني
في الإحصاء السكاني لعام 1922 الذي أجرته سلطات الانتداب البريطاني، كان عدد سكان كفر عبوش 263 مسلمًا، ارتفع في تعداد عام 1931 إلى 360 مسلمًا، يسكنون في 63 منزلاً.

في إحصائية عام 1945 ، كان عدد سكان كفر عبوش 480 مسلمًا، بواقع 4,923 دونمًا من الأرض وفقًا لمسح رسمي للأراضي والسكان. كان منها 952 دونم عبارة عن مزارع وأراضي صالحة للري، و 1,047 دونمًا للحبوب، بينما 11 دونمًا عبارة عن أراضٍ مبنية (حضرية).

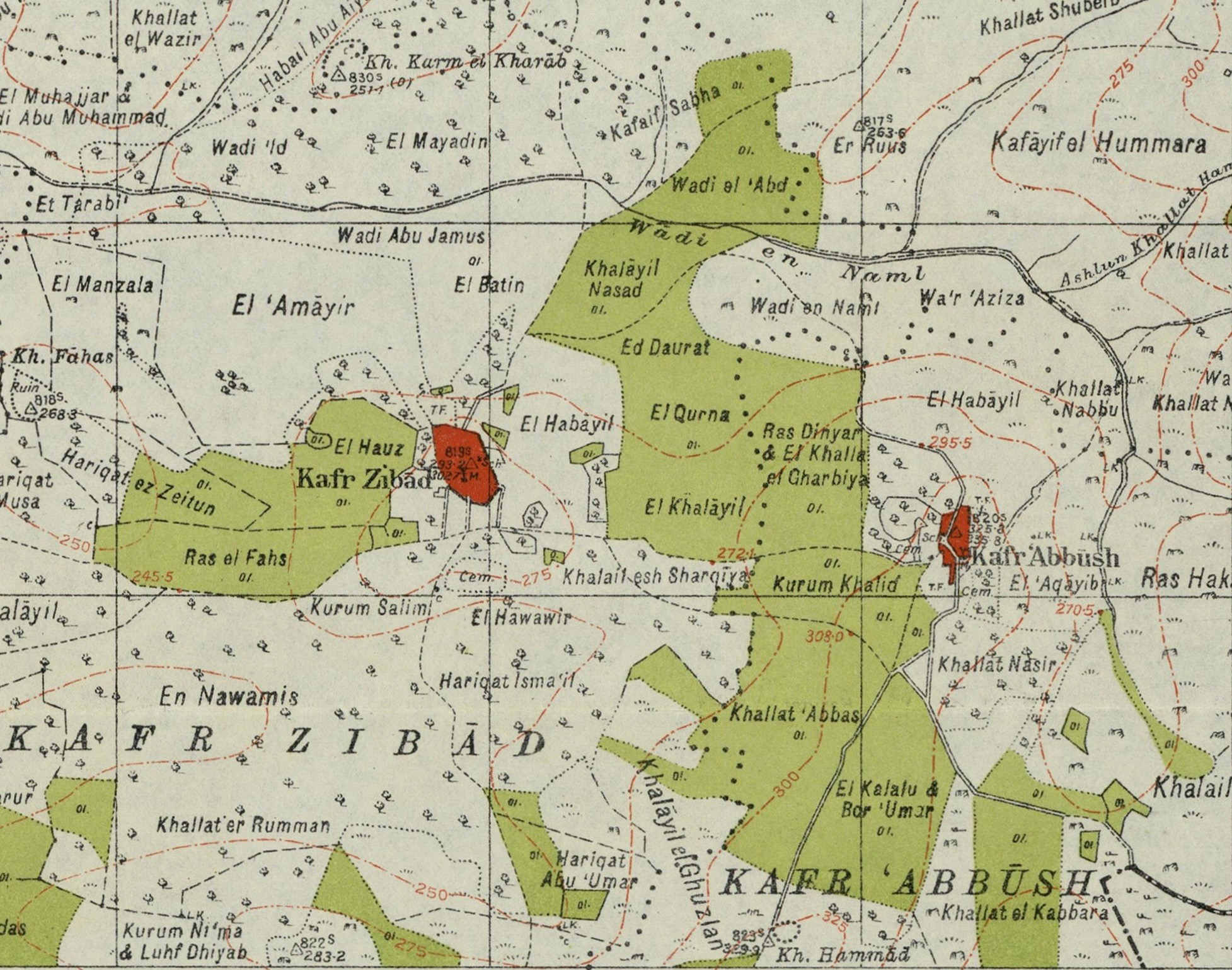
كفر عبوش 1942
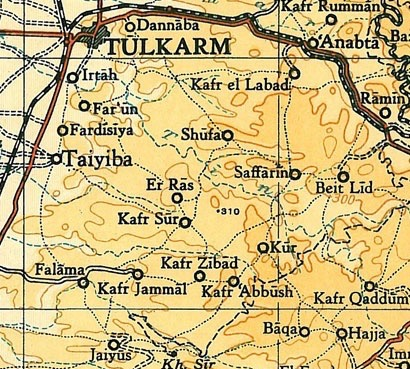
كفر عبوش 1945

### الإدارة الأردنية
في أعقاب الحرب العربية الإسرائيلية عام 1948، وبعد اتفاقيات الهدنة لعام 1949، أصبحت كفر عبوش تحت الحكم الأردني.
عام 1961 بلغ عدد سكان كفر عبوش 704 نسمة.

### بعد عام 1967
منذ حرب النكسة عام 1967، تقع كفر عبوش تحت الاحتلال الإسرائيلي للضفة الغربية.

## أعلام ملحوظون
- منير العبوشي